# Тетрагидридогаллат лития
Тетрагидридогаллат лития — неорганическое соединение,
комплексный гидрид лития и галлия с формулой LiGaH4,
бесцветные (белые) кристаллы.

## Получение
- Реакция хлорида галлия и гидрида лития:

{\displaystyle {\mathsf {4LiH+GaCl_{3}\ {\xrightarrow {-80^{o}C}}\ LiGaH_{4}+3LiCl}}}

## Физические свойства
Тетрагидридогаллат лития образует бесцветные (белые) кристаллы
моноклинной сингонии,
пространственная группа P 21/c,
параметры ячейки a = 0,48174 нм, b = 0,78020 нм, c = 0,78214 нм, β = 112,228°, Z = 4
.

## Химические свойства
- Ступенчато разлагается при нагревании:

{\displaystyle {\mathsf {3LiGaH_{4}\ {\xrightarrow {}}\ Li_{3}GaH_{6}+2Ga+3H_{2}}}}
{\displaystyle {\mathsf {2Li_{3}GaH_{6}\ {\xrightarrow {}}\ 6LiH+2Ga+3H_{2}}}}